# Picture This (Huey Lewis and the News)
Picture This è il secondo album in studio del gruppo rock statunitense Huey Lewis and the News, pubblicato nel 1982.

## Tracce
1. Change of Heart – 3:41 (Chris Hayes, Huey Lewis)
2. Tell Me a Little Lie – 3:42 (Johnny Colla, H. Lewis)
3. Giving It All Up for Love – 3:11 (Phil Lynott)
4. Hope You Love Me Like You Say You Do – 3:44 (Mike Duke)
5. Workin' for a Livin' – 2:36 (C. Hayes, H. Lewis)
6. Do You Believe in Love – 3:30 (Robert John "Mutt" Lange)
7. Is It Me – 3:01 (C. Hayes, Sean Hopper, H. Lewis)
8. Whatever Happened to True Love – 3:14 (J. Colla, H. Lewis)
9. The Only One – 4:46 (J. Colla, H. Lewis, Bill Gibson)
10. Buzz Buzz Buzz – 2:29 (Robert Byrd, John Gray)